# Diocèse de Gallup
Le diocèse de Gallup (en latin : Dioecesis Gallupiensis, en espagnol : diócesis de Gallup, en anglais : diocese of Gallup) est un territoire ecclésiastique de l'Église catholique dans le nord-ouest du Nouveau-Mexique et le nord-est de l'Arizona aux États-Unis. C'est un diocèse suffragant de la province ecclésiastique de l'archidiocèse métropolitain de Santa Fe. La cathédrale du diocèse est la cathédrale du Sacré-Cœur située à Gallup, au Nouveau-Mexique. Depuis 2009, l'évêque de Gallup est James Sean Wall (en).

## territoire
Le diocèse comprend les comtés du Nouveau-Mexique de San Juan, McKinley, Cibola et le Catron ; ainsi que et les comtés de l’Arizona de Navajo et Apache. Le siège épiscopal est la ville de Gallup, où se trouve la cathédrale du Sacré-Cœur de Jésus (Sacred Heart). Le territoire s'étend sur 143 648 km2, et il est divisé en 52 paroisses, desservies par 34 prêtres et 28 diacres (2022).

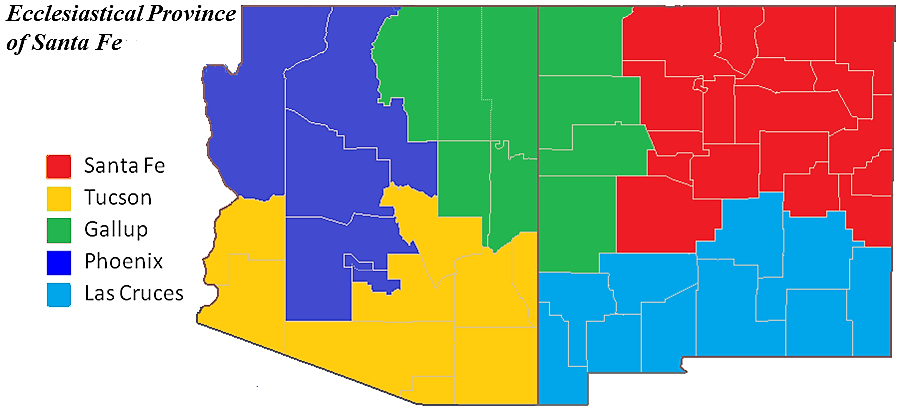
Localisation du diocèse (en vert) au sein de la province ecclésiastique de Santa Fe.

## Histoire
Le diocèse a été érigé le 16 décembre 1939 par la bulle Ad bonum animarum du pape Pie XII, en soustrayant du territoire de l'archidiocèse de Santa Fe et du diocèse de Tucson. Le 28 juin 1969, il a cédé les comtés de Mohave, Yavapai et Coconino (à l'exception de la réserve indienne Navajo) en faveur de l'érection du diocèse de Phoenix.